# Carl Ludwig Doleschall
Carl Ludwig Doleschall (in slovacco Karol Ľudovít Doležal e in ungherese Doleschall Lajos) (Vágújhely (Ungheria), 15 luglio 1827 – Ambon Island (Molucche), 26 febbraio 1859) è stato un aracnologo ed entomologo ungherese.
Talvolta il suo nome è scritto anche nella forma "Doleschal".

## Biografia
Suo padre era il teologo Michael Doleschall.
Studiò Medicina presso l'Università di Vienna e divenne chirurgo militare per l'esercito olandese, essendo di stanza a Giava nel 1853.
Studiò estensivamente invertebrati e piante, descrivendo un numero consistente di Arachnida e Insecta, in particolar modo i Diptera.
Trascorse la seconda metà della sua vita principalmente sull'isola di Ambon in Indonesia.
Nel 1857, fu visitato dal naturalista britannico Alfred Russel Wallace.
Poco tempo dopo la partenza di Wallace, morì appena trentunenne di tubercolosi il 26 febbraio 1859.
Dopo la sua morte, la sua ricca collezione di scarabei fu trasferita al Museo nazionale ungherese di Budapest.

## Alcuni taxa descritti
- Actinopus nattereri (Doleschall, 1871), ragno della famiglia Actinopodidae
- Araneus balanus (Doleschall, 1859), ragno della famiglia Araneidae
- Argiope catenulata (Doleschall, 1859), ragno della famiglia Araneidae
- Argiope reinwardti (Doleschall, 1859), ragno della famiglia Araneidae
- Argiope versicolor (Doleschall, 1859), ragno della famiglia Araneidae
- Cyclosa bifida (Doleschall, 1859), ragno della famiglia Araneidae

## Taxa denominati in suo onore
- Argiope doleschalli Thorell, 1873, ragno della famiglia Araneidae
- Avicularia doleschalli (Ausserer, 1871), ragno della famiglia Theraphosidae
- Callicera doleschalli Thorell, 1881, dittero della famiglia Syrphidae
- Conothele doleschalli Thorell, 1881, ragno della famiglia Ctenizidae
- Cyrtauchenius doleschalli Ausserer, 1871, ragno della famiglia Cyrtaucheniidae
- Diaea doleschalli Hogg, 1915, ragno della famiglia Thomisidae
- Koppe doleschalli Deeleman-Reinhold, 2001, ragno della famiglia Corinnidae
- Leptogaster doleschalli Thorell, 1881, dittero della famiglia Asilidae
- Muziris doleschalli (Thorell, 1878), ragno della famiglia Salticidae

## Opere
Le principali opere scritte da Doleschall sono le seguenti:
- Doleschal   [Doleschall], [C.] Ludw[ig], Systematisches Verzeichniss der im Kaiserthum   Österreich vorkommenden Spinnen, Sitzungsberichte der Mathematisch-Naturwissenschaftlichen Classe der K. Akademie der Wissenschaften, Vienna (1852), 9(3): 622-651.
- Doleschall,   C. L[udwig], Bijdrage tot de kennis der Arachniden van den Indischen Archipel. Natuurkundig Tijdschrift voor Nederlandsch Indië, Batavia, Indonesia (1857), series 3, 3(5/6): 399-434 + plates 1, 2.
- Doleschall,   C. L[udwig], Tweede Bijdrage tot de kennis der Arachniden van den Indischen Archipel. Verhandelingen der Natuurkundige Vereeniging in Nederlandsch Indië, Acta Societatis Scientiarum Indo-Neêrlandicae (1859), 5(5): 1-60 + plates 1-18.